# The Realization of a Negro's Ambition
The Realization of a Negro's Ambition er en amerikansk stumfilm fra 1916 af Harry A. Gant.

## Medvirkende
- Bessie Baker.
- Lottie Boles.
- Clarence Brooks.
- A. Burns.
- Gertrude Christmas.